# 阿喀琉斯 (堪薩斯州)
阿喀琉斯（英語：Achilles）是位於美國堪薩斯州羅林斯縣的一個鬼鎮。

## 歷史
阿喀琉斯的郵政局於1879年設立，直到1951年結束營運。該地於1910年時共有70人。

## 地理
阿喀琉斯所處的海拔為高於海平面867米（即2844英呎），而該地所採用的時區為UTC-6，即北美中部時區（CST）。同時該地設有夏令時間，為UTC-6調快一小時，即UTC-5（CDT）。